# Zona Industrial (estación)
La estación sencilla Zona Industrial hace parte del sistema de transporte masivo de Bogotá, llamado TransMilenio inaugurado en el año 2000.

## Ubicación
La estación está ubicada cerca al centro de la ciudad, específicamente en la Avenida Colón entre la carrera 37 y la Av. Carrera 39. Se accede a ella a través de cruces semaforizados ubicados sobre estas vías.
Atiende la demanda de los barrios Los Ejidos, Industrial Centenario y sus alrededores.
En las cercanías están una estación de servicio Biomax, la Secretaría de Movilidad, el SuperCADE Calle 13, San Andresito de la 38, la fábrica Induacero y la de Gaseosas Colombianas (Postobón).

## Origen del nombre
La estación recibe su nombre por estar localizada en el corazón de la Zona Industrial de Bogotá que hoy llega hasta la localidad de Fontibón.

## Historia
La estación fue inaugurada en el año 2003, al inaugurarse la Troncal Calle 13 desde la estación De La Sabana hasta Puente Aranda.
El día 4 de febrero de 2011, tras una revisión por parte de la DIAN en los locales de San Andresito de la Carrera 38, los comerciantes del sector iniciaron una violenta protesta, en la que esta estación fue apedreada junto a un bus del sistema, generando daños por 100 millones de pesos.
Durante el Paro nacional de 2021, la estación sufrió diversos ataques que afectaron de forma considerable las puertas de vidrio y demás infraestructura de la estación, razón por la cual se encontró inoperativa.

## Servicios de la estación

### Servicios troncales
| Tipo                                | Rutas al Norte | Rutas al Oriente | Rutas al Occidente |
| ----------------------------------- | -------------- | ---------------- | ------------------ |
| Ruta fácil                          |                | 5                | 5                  |
| Expresos todos los días todo el día | E32            |                  | F32                |
| Expresos lunes a sábado todo el día | B28 C19        |                  | F19 F28            |

### Esquema
| ← Occidente |         |         |            |
| Carrera 39  | F19F32  | 5F28    | Carrera 38 |
|             | Vagón 2 | Vagón 1 |            |
| Carrera 39  | C19E32  | 5B28    | Carrera 38 |
| Oriente →   |         |         |            |

### Servicios urbanos
Así mismo funcionan las siguientes rutas urbanas del SITP en los costados externos a la estación, circulando por los carriles de tráfico mixto sobre la Avenida Centenario, con posibilidad de trasbordo usando la tarjeta TuLlave:
| Código | Sector                     | Dirección     | Rutas    |
| ------ | -------------------------- | ------------- | -------- |
| 367A07 | F SuperCADE Calle 13       | AC 13 - KR 36 | A324A501 |
| 370A07 | F Estación Zona Industrial | AC 13 - KR 38 | K324     |

## Ubicación geográfica
| Noroeste: Puente Aranda       | Norte: K Corferias | Nordeste: Puente Aranda |
| Oeste: F Carrera 43 - COMAPAN |                    | Este: F CDS Carrera 32  |
| Suroeste: Puente Aranda       | Sur: Puente Aranda | Sureste: Puente Aranda  |